# سیاه‌اردک مخملی

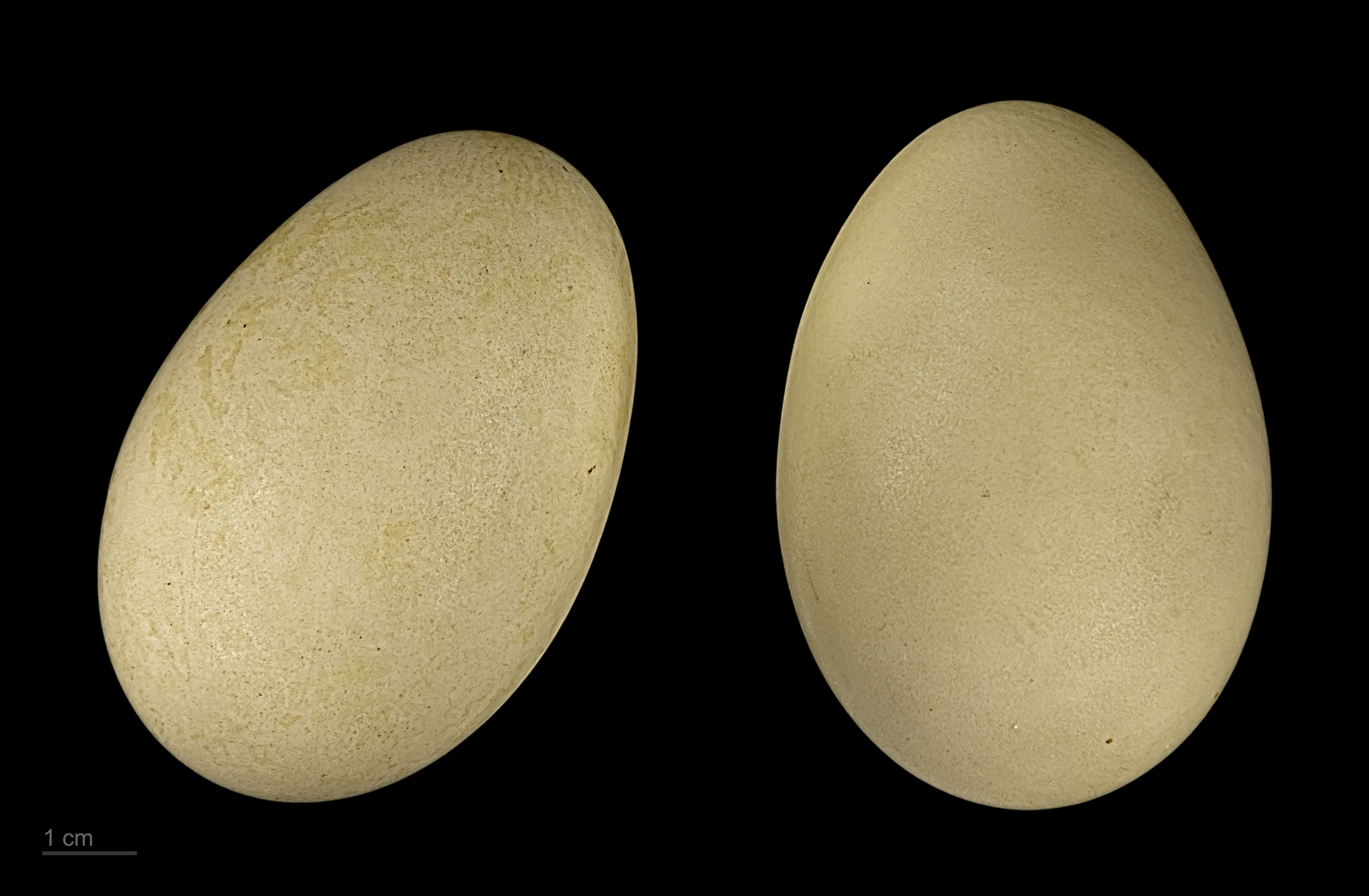
Melanitta fusca

سیاه‌اردک مخملی (نام علمی: Melanitta fusca) پرندهای از زیرتیرهٔ اردکیان است.
در انتها برجستگی کوتاهی دارد. مرغابی‌های نر همه سیاه رنگ و ماده‌ها به رنگ ارغوانی می‌باشند. از ویژگی‌های مهم این پرنده این است که شاهپردومی‌های بال آن‌ها به رنگ سفید موج‌دار می‌باشد. در دوره تخم‌گذاری حداکثر ۱۰ تخم می‌گذارد. خاستگاه آن‌ها چند جمهوری سابق شوروی از جمله گرجستان، آذربایجان و ارمنستان و اوکراین می‌باشد. در شمال دریای بالتیک نیز زندگی می‌کنند. در زمستان به نواحی گرمسیر از جمله دریای سیاه و مدیترانه و دریای خزر مهاجرت می‌نمایند.